# メレディス・スティーム
メレディス・スティーム（Meredith Stiehm, 1969年 - ）は、アメリカ合衆国のテレビプロデューサー、脚本家である。『コールドケース 迷宮事件簿』、『ブリッジ 〜国境に潜む闇』の発案者として知られる。全米脚本家組合及び全米製作者組合のメンバーである。

## 生い立ち
カリフォルニア州サンタモニカで育ち、サンタモニカ高等学校を卒業する。ペンシルベニア大学で英語と劇脚本を学び、1990年に卒業した。大学時代、フィラデルフィアの都会生活とエンターテインメント業界で働く若い女性としての経験は後に『コールドケース』にインスピレーションを与えた。

## キャリア
1994年に『たどりつけばアラスカ』と『ビバリーヒルズ高校白書』の脚本に参加してキャリアが始まった。
スティームはテレビシリーズ『コールドケース 迷宮事件簿』（企画者兼ショーランナー）、『ER緊急救命室』、『NYPDブルー』に参加した。1998年には『NYPDブルー』によりエミー賞のドラマシリーズ脚本賞を受賞した。2004年、スティームはCBSでテレビシリーズを担当していた5人の女性のうち1人であった。
2011年、彼女はショウタイムのスリラー『HOMELAND』にコンサルティングプロデューサー兼脚本家として加わった。第2シーズンからはエグゼクティブプロデューサーに昇格した。
2013年2月、デンマーク・スウェーデン合作のテレビシリーズ『THE BRIDGE/ブリッジ』を原作としたスティーム企画のシリーズ『ブリッジ 〜国境に潜む闇』をFXが計13話発注したことが発表された。撮影は同年4月に始まり、7月より放送が始まった

### 待機中のプロジェクト
スティームはジェリー・ブラッカイマーとマイケル・ベイと共に2006年の同名のドキュメンタリーを原作としたテレビシリーズ『Cocaine Cowboys』の企画をHBOで進めている。